# Europawahl in Estland 2024
- SDE: 2
- K: 1
- RE: 1
- I: 2
- Madison (urspr. EKRE): 1

Der für EKRE gewählte Abgeordnete Jaak Madison verließ die Partei noch vor Konstituierung des Parlaments.
- S&D: 2
- RE: 2
- EVP: 2
- EKR: 1

Die Europawahl in Estland 2024 fand am 9. Juni als Teil der EU-weiten Europawahl 2024 statt. Sie war die fünfte Wahl zum Europäischen Parlament. In Estland wurden 7 der 720 Abgeordneten des Europaparlaments gewählt.

## Ausgangslage

### Scheidendes Parlament
| Fraktion                       | Fraktion                                               | Mandate | Partei            | Partei                            | Mandate |
| ------------------------------ | ------------------------------------------------------ | ------- | ----------------- | --------------------------------- | ------- |
|                                | Renew Europe                                           | 3 / 7   |                   | Eesti Reformierakond              | 2 / 7   |
|                                | Renew Europe                                           | 3 / 7   | Eesti Keskerakond | 1 / 7                             |         |
|                                | Fraktion der Progressiven Allianz der Sozialdemokraten | 2 / 7   |                   | Sotsiaaldemokraatlik Erakond      | 2 / 7   |
|                                | Fraktion Identität und Demokratie                      | 1 / 7   |                   | Eesti Konservatiivne Rahvaerakond | 1 / 7   |
|                                | Fraktion der Europäischen Volkspartei                  | 1 / 7   |                   | Isamaa                            | 1 / 7   |
|                                |                                                        |         |                   |                                   |         |
| Quelle: Europäisches Parlament |                                                        |         |                   |                                   |         |

### Listen und Parteien
| Liste                             | Liste                                     | Europapartei | Parteichef      |
| --------------------------------- | ----------------------------------------- | ------------ | --------------- |
|                                   | KOOS organisatsioon osutab suveräänsusele | –            | Aivo Peterson   |
|                                   | Eesti Konservatiivne Rahvaerakond         | ID           | Martin Helme    |
|                                   | Eestimaa Rohelised                        | EGP          | –               |
|                                   | Eesti 200                                 | –            | –               |
|                                   | Sotsiaaldemokraatlik Erakond              | SPE          | Lauri Läänemets |
|                                   | Isamaa                                    | EVP          | Urmas Reinsalu  |
|                                   | Eesti Keskerakond                         | ALDE         | Mihhail Kõlvart |
|                                   | Eesti Reformierakond                      | ALDE         | Kaja Kallas     |
|                                   | Parempoolsed                              | –            | –               |
|                                   | Einzelbewerber                            | –            | –               |
|                                   |                                           |              |                 |
| Quelle: Vabariigi Valimiskomisjon |                                           |              |                 |

## Ergebnis

### Nach Parteien
| Listen            | Listen                                    | Stimmen | %    | Mandate |
| ----------------- | ----------------------------------------- | ------- | ---- | ------- |
|                   | Isamaa                                    | 79.165  | 21,5 | 2       |
|                   | Sotsiaaldemokraatlik Erakond              | 71.171  | 19,3 | 2       |
|                   | Eesti Reformierakond                      | 66.014  | 17,9 | 1       |
|                   | Eesti Konservatiivne Rahvaerakond         | 54.580  | 14,8 | 1       |
|                   | Eesti Keskerakond                         | 45.758  | 12,4 | 1       |
|                   | Parempoolsed                              | 25.186  | 6,8  | –       |
|                   | KOOS organisatsioon osutab suveräänsusele | 11.503  | 3,1  | –       |
|                   | Eesti 200                                 | 9.587   | 2,6  | –       |
|                   | Eestimaa Rohelised                        | 2.248   | 0,6  | –       |
|                   | Einzelbewerber                            | 2.763   | 0,8  | –       |
| Gesamt            | Gesamt                                    | 367.975 | 100  | 7       |
|                   |                                           |         |      |         |
| Ungültige Stimmen | Ungültige Stimmen                         | 950     | 0,3  |         |
| Wähler            | Wähler                                    | 368.925 | 37,6 |         |
| Wahlberechtigte   | Wahlberechtigte                           | 980.014 |      |         |
|                   |                                           |         |      |         |
| Quelle: Valimised |                                           |         |      |         |